# 자카리자 코네
자카리자 코네(Djakaridja Koné, 1986년 7월 22일 ~ )는 코트디부아르 출생 부르키나파소의 전직 축구 선수로 선수 시절 포지션은 수비형 미드필더였다.

## 선수 경력

### 클럽
2006년 이스라엘 2부 리그 소속팀인 하포엘 페타티크바에서 선수 활동을 시작하자마자 이스라엘 프리미어리그의 하포엘 하이파 FC로 임대 이적하여 2008년까지 62경기 2골을 기록했고 2008년 페타티크바에 복귀한 뒤 29경기 1골을 기록했다.
이후 2009년 루마니아 1부 리그 명문팀인 디나모 부쿠레슈티로 이적하여 2012년까지 75경기 4골을 기록하며 2011-12 루마니아컵 우승을 맛보았고 리그 2 2010-11 시즌 우승팀인 토농 에비앙 FC로 이적하여 63경기 1골로 팀의 2012-13 쿠프 드 프랑스 준우승의 돌풍을 주도했으며 2015년 터키 쉬페르리그의 시바스스포르로 이적 후 18경기 1골을 기록한 뒤 2015-16 시즌을 끝으로 10년간의 프로 생활을 청산했다.

### 국가대표팀
코트디부아르 청소년 대표팀을 거쳐 2011년 2월 9일 부르키나파소 성인대표팀 소속으로 카보베르데와의 친선 경기에서 국제 A매치 데뷔전을 치렀고 이후 3번의 아프리카 네이션스컵 본선(2012년, 2013년, 2015년)에 참가하여 이 가운데 에티오피아와의 2013년 대회 C조 조별리그 2차전에서 A매치 데뷔골을 신고하며 팀이 사상 첫 메이저 대회 준우승의 돌풍을 일으키는데 큰 힘을 실어주었으며 4년간 A매치 통산 39경기 2골의 기록을 남겼다.

## 수상

### 클럽
디나모 부쿠레슈티
- 루마니아컵 : 우승 (2011-12)

 토농 에비앙 FC
- 쿠프 드 프랑스 : 준우승 (2012-13)

### 국가대표팀
부르키나파소
- 아프리카 네이션스컵 : 준우승 (2013)